# Ganggeng
Ganggeng is een bestuurslaag in het regentschap Purworejo van de provincie Midden-Java, Indonesië. Ganggeng telt 1886 inwoners (volkstelling 2010).